# Папа Целестин I
Целестин I (лат. Caelestinus I) је био 43. римски папа. За време Трећег Васељенског Сабора писао посланицу против Несторија. Преминуо је 432. године.
Српска православна црква слави га 8. априла по црквеном, а 21. априла по грегоријанском календару.